# Arquipélago Meridional

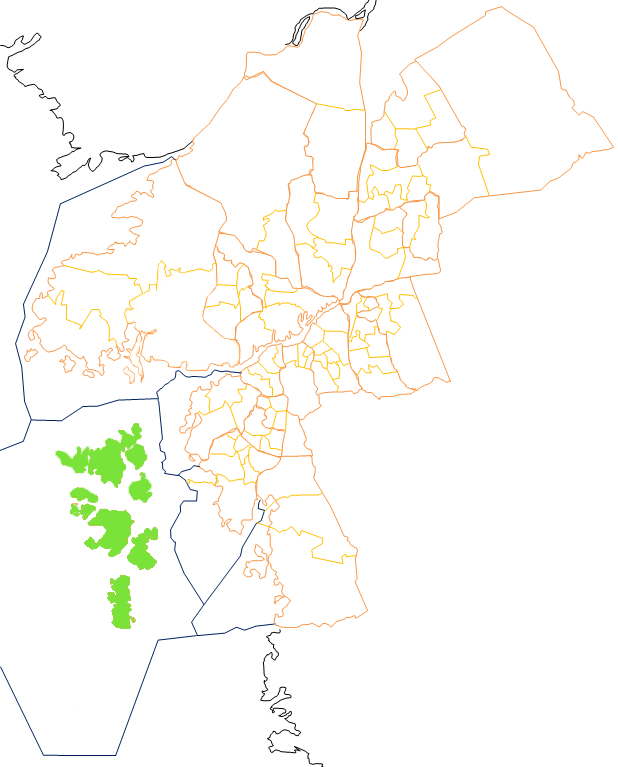
O arquipélago do Sul de Gotemburgo (Södra skärgården)

O arquipélago do Sul de Gotemburgo (em sueco: Södra skärgården ou Göteborgs södra skärgård) está localizado a oeste da cidade de Gotemburgo. 
É composto por 30 ilhas, das quais 6 habitadas durante todo o ano - Asperö, Brännö, Donsö, Köpstadsö, Styrsö e Vrångö. Outras ilhas são habitadas em parte do ano - Vargö, Galterö, Knarrholmen, Rivö, Källö, Stora Förö e Kårholmen. 
Juntamente com o "arquipélago do Norte de Gotemburgo" (em sueco: Norra skärgården) formam o "arquipélago de Gotemburgo".

Tem uma população de 4 739 habitantes, vivendo quase toda em pequenas casas próprias.
 
Os serviços públicos e comerciais do arquipélago estão na ilha e localidade de Styrsö. Uma linha de ferryboat liga as ilhas entre si e a Saltholmen e Stenpiren na terra firme. Não há automóveis no arquipélago.

Foi uma das 21 freguesias administrativas da cidade sueca de Gotemburgo entre 1989 e 2010, tendo em 2011 sido integrada na nova circunscrição de Västra Göteborg. 

Arquipélago do Sul de Gotemburgo
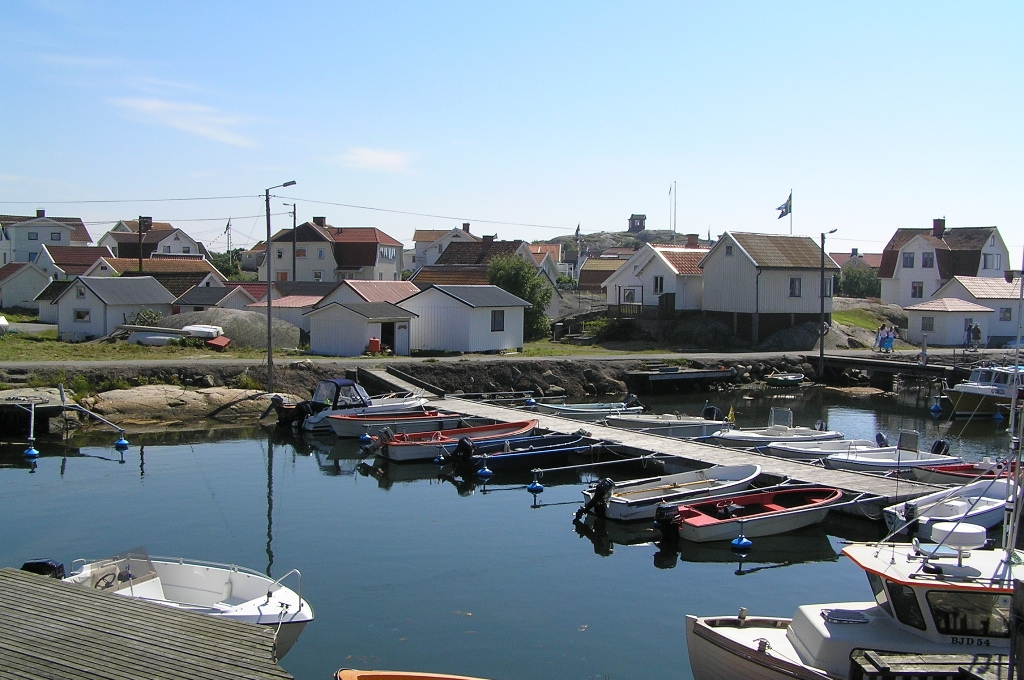
Vrångö
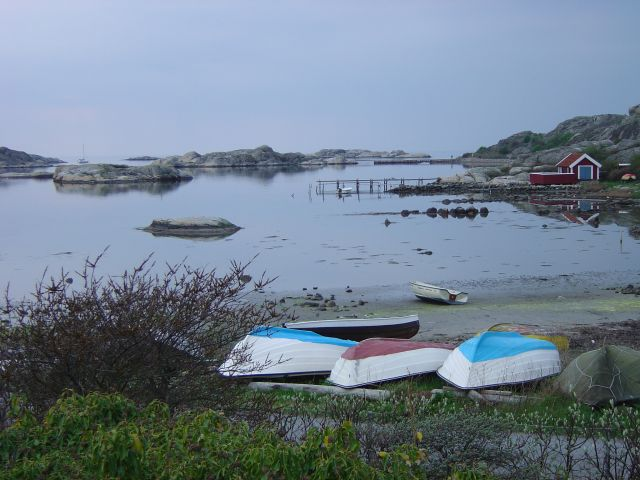
Styrsö
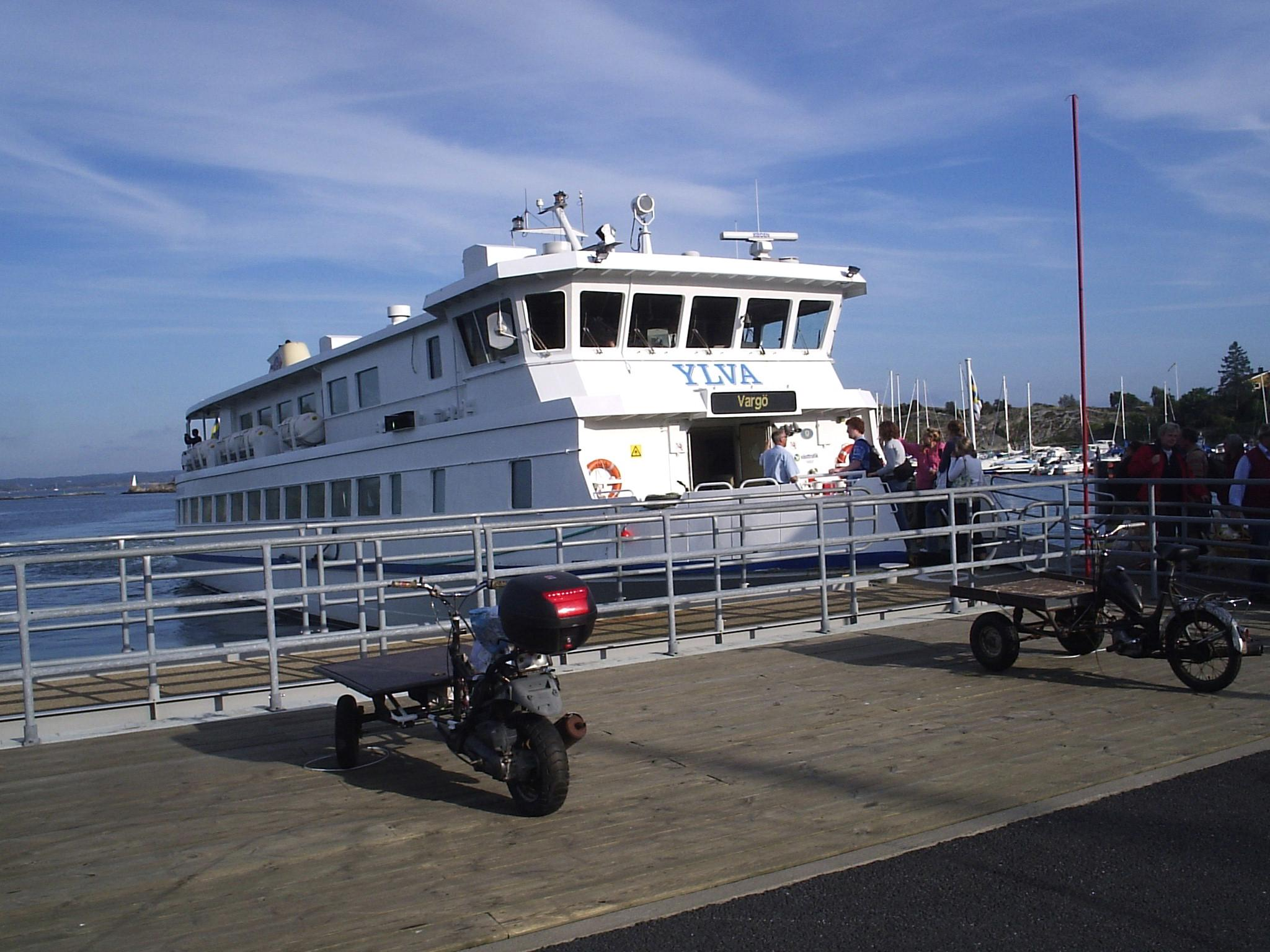
O ferryboat Ylva chega a Styrsö
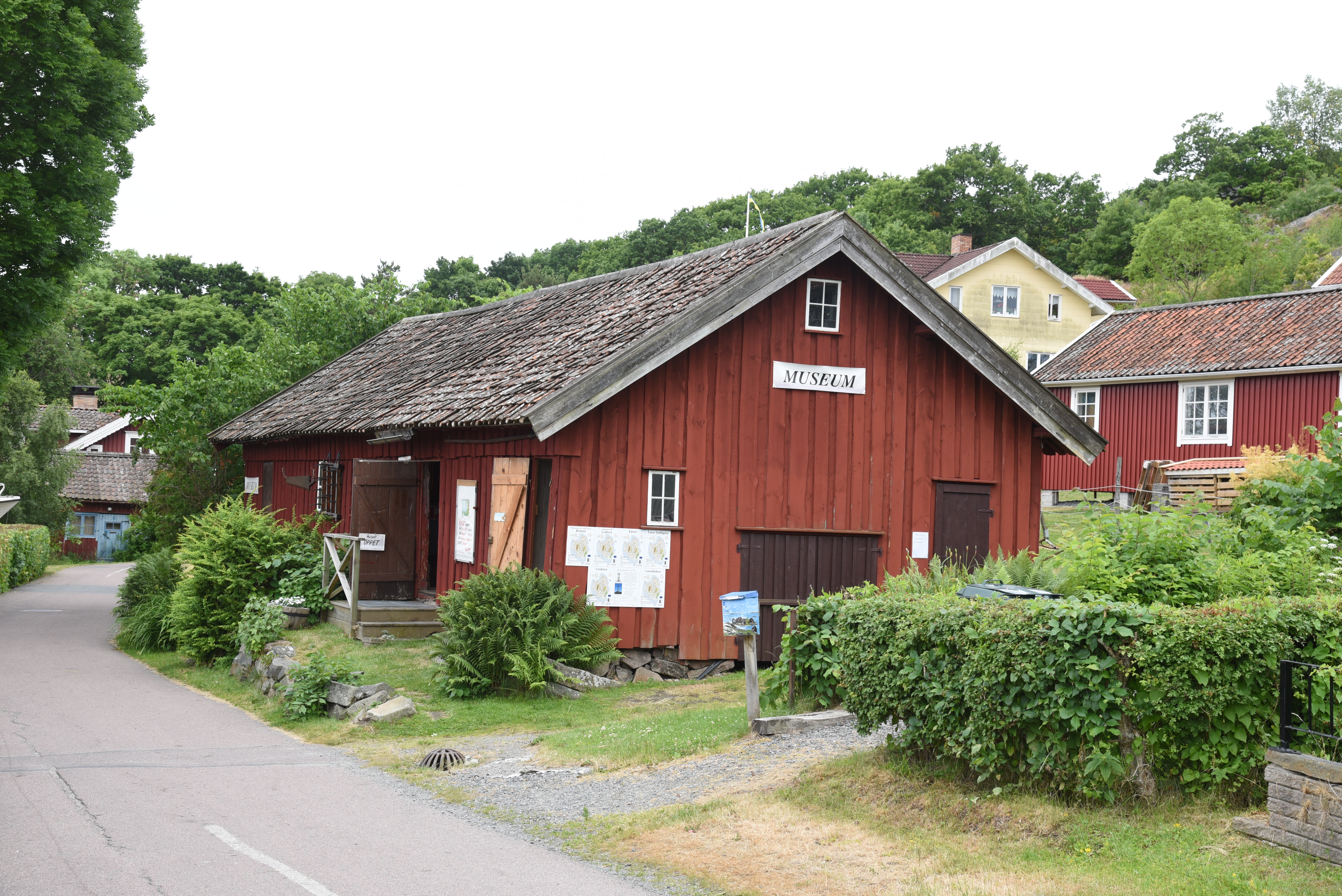
O museu de Brännö